# 800 km di Jerez
La 800 km di Jerez è stata una corsa automobilistica di velocità in circuito.

## Albo d'oro
| Anno | Nome          | Piloti                                       | Vettura | Resoconto |
| ---- | ------------- | -------------------------------------------- | ------- | --------- |
| 1986 | 360 km Jerez  | Oscar Larrauri Jésus Pareja                  | Porsche | Resoconto |
| 1987 | 1000 km Jerez | Eddie Cheever Raul Boesel                    | Jaguar  | Resoconto |
| 1988 | 800 km Jerez  | Jean-Louis Schlesser Mauro Baldi Jochen Mass | Sauber  | Resoconto |